# Amandava
Amandava is een geslacht van zangvogels uit de familie prachtvinken (Estrildidae).

## Soorten
Het geslacht kent de volgende soorten:
- Amandava amandava  – Tijgervink
- Amandava formosa  – Olijfastrild
- Amandava subflava  – Goudbuikje